# Rinderwahn (Die Simpsons)
Rinderwahn (engl. Titel: Apocalypse Cow) ist die 17. Folge der 19. Staffel der US-amerikanischen Zeichentrickserie Die Simpsons.

## Inhalt
Homer und Bart wollen in Shelbyville zwei gerissene Sitzsäcke auffüllen lassen. Auf dem Rückweg sehen sie, wie Martin Prince auf einem Traktor fährt. Als Bart ihn fragt, weshalb er mit einem Traktor fahren darf, antwortet Martin, er sei Mitglied der Organisation 4-H. Bart zeigt Interesse und tritt daraufhin der Organisation bei. Dort findet ein Wettbewerb statt, indem Kinder eine Kuh einen ganzen Sommer lang erziehen sollen. Bart bekommt das schwächste Kalb von allen und weiß nicht, was er damit anfangen soll.
Doch ein Mädchen namens Mary ermutigt ihn nicht aufzugeben. Bart nennt sein Tier Lou und trainiert es. Lou wächst zu einem starken Rind heran und wird zum stärksten von allen, sodass es den Wettbewerb gewinnt. Bart ist stolz, bis er erfährt, dass sein Tier geschlachtet werden soll. Er versucht, seine Eltern zu überzeugen seinen Bullen zu kaufen. Diese weigern sich jedoch ihn aufzunehmen, da die Kosten viel zu hoch seien. In der Nacht brechen Bart, Lisa und ein paar Tierschutzaktivisten in den Schlachthof ein, um Lou zu retten. Sie benutzen einen Gabelstapler, um ihn herauszuholen. Bart fragt sich, wohin er seinen Bullen bringen kann und erinnert sich an Mary. Da diese ebenfalls 4-H-Mitglied ist und zudem auf einem Bauernhof lebt, sei dort der ideale Ort für Lou.
Als Bart Mary und ihren Vater Cletus fragt, ob sie ihn aufnehmen können, ruft Cletus laut, dass seine Tochter einen Heiratsantrag bekommen habe. Bart ist verwirrt und fragt darauf, was das zu bedeuten habe. Cletus erklärt ihm, dass es in seiner Familie ein Heiratsantrag sei, wenn einem Kind eine Kuh angeboten wird. Am Tag der Hochzeit schreitet aber Barts Mutter Marge ein und meint, er sei noch zu jung dafür. Lou soll daher abgegeben werden, doch in Wirklichkeit steckt Homer in einem Rinderkostüm und wird anstatt von Lou ins Schlachthaus gefahren. Lou wird mit einem Flugzeug nach Indien geflogen, wo Rinder als heilig gelten und nicht geschlachtet werden dürfen, während Homer in letzter Sekunde aus dem Schlachthaus gerettet werden kann.

## Hintergrund
Die anfangs im Fernsehen gezeigten Trans-Clown-O-Morphs sind eine Parodie auf die Transformers-Franchise. Der Originaltitel der Folge, Apocalypse Cow, ist eine Anspielung auf den Film Apocalypse Now.
Robert Canning auf der Website IGN sah eine „süß-charmante Folge“, auch wenn die „Grundvoraussetzung nichts neues“ sei „leiste die Serie immer gute Arbeit diese Geschichte zu erzählen.“
Autor Jeff Westbrook gewann für die Folge einen Genesis- und Writers Guild of America Award.